# Liste des planètes mineures (715001-716000)
Voici la liste des planètes mineures numérotées de 715001 à 716000. Les planètes mineures sont numérotées lorsque leur orbite est confirmée, ce qui peut parfois se produire longtemps après leur découverte. Elles sont classées ici par leur numéro.

## Planètes mineures 715001 à 716000
- (715001) 2015 RD352
- (715002) 2015 RO357
- (715003) 2015 RQ363
- (715004) 2015 RJ369
- (715005) 2015 SK5
- (715006) 2015 SM9
- (715007) 2015 SX10
- (715008) 2015 SL13
- (715009) 2015 SL16
- (715010) 2015 SO23
- (715011) 2015 SC24
- (715012) 2015 SQ24
- (715013) 2015 SD25
- (715014) 2015 SF26
- (715015) 2015 SH26
- (715016) 2015 SC28
- (715017) 2015 SG28
- (715018) 2015 SB29
- (715019) 2015 SJ29
- (715020) 2015 SV29
- (715021) 2015 SF30
- (715022) 2015 SO38
- (715023) 2015 SS41
- (715024) 2015 SM44
- (715025) 2015 SO44
- (715026) 2015 SL45
- (715027) 2015 SP47
- (715028) 2015 SC50
- (715029) 2015 SP50
- (715030) 2015 SF54
- (715031) 2015 TB3
- (715032) 2015 TB4
- (715033) 2015 TV5
- (715034) 2015 TP7
- (715035) 2015 TU8
- (715036) 2015 TU12
- (715037) 2015 TQ15
- (715038) 2015 TT16
- (715039) 2015 TT18
- (715040) 2015 TG19
- (715041) 2015 TW19
- (715042) 2015 TA20
- (715043) 2015 TZ21
- (715044) 2015 TR27
- (715045) 2015 TP28
- (715046) 2015 TQ29
- (715047) 2015 TP30
- (715048) 2015 TJ36
- (715049) 2015 TW37
- (715050) 2015 TR38
- (715051) 2015 TF40
- (715052) 2015 TN41
- (715053) 2015 TJ43
- (715054) 2015 TS46
- (715055) 2015 TW48
- (715056) 2015 TX48
- (715057) 2015 TM50
- (715058) 2015 TA51
- (715059) 2015 TB52
- (715060) 2015 TL52
- (715061) 2015 TY52
- (715062) 2015 TH59
- (715063) 2015 TC62
- (715064) 2015 TX63
- (715065) 2015 TG64
- (715066) 2015 TN68
- (715067) 2015 TY72
- (715068) 2015 TP78
- (715069) 2015 TL79
- (715070) 2015 TD80
- (715071) 2015 TT81
- (715072) 2015 TY81
- (715073) 2015 TU83
- (715074) 2015 TH85
- (715075) 2015 TF86
- (715076) 2015 TP86
- (715077) 2015 TE88
- (715078) 2015 TR90
- (715079) 2015 TL91
- (715080) 2015 TD92
- (715081) 2015 TG92
- (715082) 2015 TV94
- (715083) 2015 TG97
- (715084) 2015 TD98
- (715085) 2015 TH98
- (715086) 2015 TL99
- (715087) 2015 TP100
- (715088) 2015 TY100
- (715089) 2015 TK101
- (715090) 2015 TV103
- (715091) 2015 TY104
- (715092) 2015 TH107
- (715093) 2015 TD114
- (715094) 2015 TM114
- (715095) 2015 TU114
- (715096) 2015 TO115
- (715097) 2015 TB116
- (715098) 2015 TY116
- (715099) 2015 TB121
- (715100) 2015 TU121
- (715101) 2015 TV122
- (715102) 2015 TP123
- (715103) 2015 TB125
- (715104) 2015 TP126
- (715105) 2015 TU128
- (715106) 2015 TO130
- (715107) 2015 TB133
- (715108) 2015 TL133
- (715109) 2015 TR133
- (715110) 2015 TF135
- (715111) 2015 TX135
- (715112) 2015 TB137
- (715113) 2015 TE138
- (715114) 2015 TL138
- (715115) 2015 TY138
- (715116) 2015 TP140
- (715117) 2015 TF141
- (715118) 2015 TN147
- (715119) 2015 TZ148
- (715120) 2015 TF150
- (715121) 2015 TZ150
- (715122) 2015 TA154
- (715123) 2015 TU156
- (715124) 2015 TN159
- (715125) 2015 TX159
- (715126) 2015 TY159
- (715127) 2015 TE161
- (715128) 2015 TD162
- (715129) 2015 TQ163
- (715130) 2015 TC165
- (715131) 2015 TK167
- (715132) 2015 TF170
- (715133) 2015 TP173
- (715134) 2015 TW173
- (715135) 2015 TG176
- (715136) 2015 TJ178
- (715137) 2015 TZ179
- (715138) 2015 TM180
- (715139) 2015 TG182
- (715140) 2015 TK182
- (715141) 2015 TS184
- (715142) 2015 TV185
- (715143) 2015 TY189
- (715144) 2015 TC191
- (715145) 2015 TJ191
- (715146) 2015 TS194
- (715147) 2015 TM196
- (715148) 2015 TO196
- (715149) 2015 TE200
- (715150) 2015 TH200
- (715151) 2015 TD204
- (715152) 2015 TX206
- (715153) 2015 TQ207
- (715154) 2015 TS210
- (715155) 2015 TS211
- (715156) 2015 TT211
- (715157) 2015 TM213
- (715158) 2015 TT213
- (715159) 2015 TL214
- (715160) 2015 TQ215
- (715161) 2015 TF216
- (715162) 2015 TK217
- (715163) 2015 TK219
- (715164) 2015 TJ220
- (715165) 2015 TZ223
- (715166) 2015 TC225
- (715167) 2015 TU226
- (715168) 2015 TQ227
- (715169) 2015 TZ228
- (715170) 2015 TF234
- (715171) 2015 TH235
- (715172) 2015 TY235
- (715173) 2015 TX240
- (715174) 2015 TG242
- (715175) 2015 TU242
- (715176) 2015 TF243
- (715177) 2015 TH244
- (715178) 2015 TJ244
- (715179) 2015 TS245
- (715180) 2015 TO246
- (715181) 2015 TS246
- (715182) 2015 TE247
- (715183) 2015 TZ249
- (715184) 2015 TB252
- (715185) 2015 TH256
- (715186) 2015 TC258
- (715187) 2015 TS259
- (715188) 2015 TT261
- (715189) 2015 TY261
- (715190) 2015 TT262
- (715191) 2015 TA264
- (715192) 2015 TJ267
- (715193) 2015 TK268
- (715194) 2015 TS269
- (715195) 2015 TS271
- (715196) 2015 TD272
- (715197) 2015 TG272
- (715198) 2015 TH272
- (715199) 2015 TR272
- (715200) 2015 TR273
- (715201) 2015 TA274
- (715202) 2015 TA278
- (715203) 2015 TL278
- (715204) 2015 TU278
- (715205) 2015 TV278
- (715206) 2015 TN283
- (715207) 2015 TQ286
- (715208) 2015 TK288
- (715209) 2015 TS291
- (715210) 2015 TE292
- (715211) 2015 TJ296
- (715212) 2015 TP296
- (715213) 2015 TY296
- (715214) 2015 TM297
- (715215) 2015 TW297
- (715216) 2015 TV299
- (715217) 2015 TB302
- (715218) 2015 TD303
- (715219) 2015 TM305
- (715220) 2015 TR306
- (715221) 2015 TF309
- (715222) 2015 TD311
- (715223) 2015 TM311
- (715224) 2015 TE312
- (715225) 2015 TV312
- (715226) 2015 TQ315
- (715227) 2015 TD316
- (715228) 2015 TH316
- (715229) 2015 TA317
- (715230) 2015 TC317
- (715231) 2015 TF317
- (715232) 2015 TY317
- (715233) 2015 TH318
- (715234) 2015 TW318
- (715235) 2015 TY318
- (715236) 2015 TF320
- (715237) 2015 TL322
- (715238) 2015 TX322
- (715239) 2015 TR323
- (715240) 2015 TE324
- (715241) 2015 TA327
- (715242) 2015 TG329
- (715243) 2015 TN330
- (715244) 2015 TJ331
- (715245) 2015 TJ332
- (715246) 2015 TK332
- (715247) 2015 TD333
- (715248) 2015 TY334
- (715249) 2015 TL336
- (715250) 2015 TV337
- (715251) 2015 TY339
- (715252) 2015 TO347
- (715253) 2015 TS347
- (715254) 2015 TW347
- (715255) 2015 TC354
- (715256) 2015 TE359
- (715257) 2015 TF360
- (715258) 2015 TK360
- (715259) 2015 TJ366
- (715260) 2015 TP366
- (715261) 2015 TQ367
- (715262) 2015 TA370
- (715263) 2015 TF370
- (715264) 2015 TP370
- (715265) 2015 TF371
- (715266) 2015 TN372
- (715267) 2015 TF373
- (715268) 2015 TU373
- (715269) 2015 TC374
- (715270) 2015 TG374
- (715271) 2015 TJ374
- (715272) 2015 TS374
- (715273) 2015 TZ374
- (715274) 2015 TC375
- (715275) 2015 TH375
- (715276) 2015 TL376
- (715277) 2015 TN376
- (715278) 2015 TX376
- (715279) 2015 TN379
- (715280) 2015 TQ379
- (715281) 2015 TZ380
- (715282) 2015 TE381
- (715283) 2015 TH381
- (715284) 2015 TO382
- (715285) 2015 TU383
- (715286) 2015 TW384
- (715287) 2015 TB385
- (715288) 2015 TL385
- (715289) 2015 TX387
- (715290) 2015 TR408
- (715291) 2015 TT408
- (715292) 2015 TB411
- (715293) 2015 TD411
- (715294) 2015 TB413
- (715295) 2015 TR413
- (715296) 2015 TB416
- (715297) 2015 TD417
- (715298) 2015 TG417
- (715299) 2015 TD424
- (715300) 2015 TC428
- (715301) 2015 TP429
- (715302) 2015 TN430
- (715303) 2015 TC436
- (715304) 2015 TS436
- (715305) 2015 TD445
- (715306) 2015 TU449
- (715307) 2015 TG456
- (715308) 2015 TO457
- (715309) 2015 TV461
- (715310) 2015 TF464
- (715311) 2015 TM485
- (715312) 2015 UC1
- (715313) 2015 UH5
- (715314) 2015 UG9
- (715315) 2015 UM9
- (715316) 2015 UW9
- (715317) 2015 UR10
- (715318) 2015 UJ12
- (715319) 2015 US13
- (715320) 2015 UV13
- (715321) 2015 UD15
- (715322) 2015 UL17
- (715323) 2015 UC18
- (715324) 2015 UL18
- (715325) 2015 UR21
- (715326) 2015 UP22
- (715327) 2015 UY22
- (715328) 2015 UW23
- (715329) 2015 UG24
- (715330) 2015 UW27
- (715331) 2015 UY27
- (715332) 2015 UG28
- (715333) 2015 UH30
- (715334) 2015 UQ32
- (715335) 2015 US34
- (715336) 2015 UH36
- (715337) 2015 UC37
- (715338) 2015 UZ37
- (715339) 2015 UJ41
- (715340) 2015 UZ41
- (715341) 2015 UQ42
- (715342) 2015 UU43
- (715343) 2015 UU54
- (715344) 2015 UU55
- (715345) 2015 US57
- (715346) 2015 UY57
- (715347) 2015 UJ59
- (715348) 2015 UT59
- (715349) 2015 UV59
- (715350) 2015 UR60
- (715351) 2015 UV62
- (715352) 2015 UC64
- (715353) 2015 UD68
- (715354) 2015 UY68
- (715355) 2015 UR69
- (715356) 2015 UY73
- (715357) 2015 UF74
- (715358) 2015 UZ75
- (715359) 2015 UY78
- (715360) 2015 UL80
- (715361) 2015 UG82
- (715362) 2015 UZ82
- (715363) 2015 UO83
- (715364) 2015 UV83
- (715365) 2015 UB84
- (715366) 2015 UK87
- (715367) 2015 UN87
- (715368) 2015 UY87
- (715369) 2015 UX89
- (715370) 2015 US90
- (715371) 2015 UV101
- (715372) 2015 UD104
- (715373) 2015 UJ105
- (715374) 2015 UD106
- (715375) 2015 UR108
- (715376) 2015 UC112
- (715377) 2015 VT4
- (715378) 2015 VN5
- (715379) 2015 VS6
- (715380) 2015 VK7
- (715381) 2015 VB8
- (715382) 2015 VF8
- (715383) 2015 VO9
- (715384) 2015 VT9
- (715385) 2015 VR13
- (715386) 2015 VL18
- (715387) 2015 VY18
- (715388) 2015 VM19
- (715389) 2015 VM20
- (715390) 2015 VT21
- (715391) 2015 VV21
- (715392) 2015 VT22
- (715393) 2015 VV22
- (715394) 2015 VH25
- (715395) 2015 VM26
- (715396) 2015 VT28
- (715397) 2015 VJ30
- (715398) 2015 VO30
- (715399) 2015 VP31
- (715400) 2015 VF32
- (715401) 2015 VK32
- (715402) 2015 VN32
- (715403) 2015 VO32
- (715404) 2015 VR33
- (715405) 2015 VU33
- (715406) 2015 VM35
- (715407) 2015 VZ37
- (715408) 2015 VT38
- (715409) 2015 VE41
- (715410) 2015 VZ41
- (715411) 2015 VD42
- (715412) 2015 VX43
- (715413) 2015 VC45
- (715414) 2015 VL45
- (715415) 2015 VT45
- (715416) 2015 VB47
- (715417) 2015 VD47
- (715418) 2015 VT49
- (715419) 2015 VA50
- (715420) 2015 VU51
- (715421) 2015 VK52
- (715422) 2015 VN55
- (715423) 2015 VO57
- (715424) 2015 VX58
- (715425) 2015 VM60
- (715426) 2015 VX60
- (715427) 2015 VV62
- (715428) 2015 VX66
- (715429) 2015 VE68
- (715430) 2015 VF74
- (715431) 2015 VF76
- (715432) 2015 VJ76
- (715433) 2015 VW77
- (715434) 2015 VA78
- (715435) 2015 VN79
- (715436) 2015 VP79
- (715437) 2015 VN80
- (715438) 2015 VY80
- (715439) 2015 VX81
- (715440) 2015 VO83
- (715441) 2015 VK84
- (715442) 2015 VU84
- (715443) 2015 VC85
- (715444) 2015 VE86
- (715445) 2015 VT89
- (715446) 2015 VO90
- (715447) 2015 VS92
- (715448) 2015 VU93
- (715449) 2015 VJ95
- (715450) 2015 VE96
- (715451) 2015 VK97
- (715452) 2015 VJ101
- (715453) 2015 VM101
- (715454) 2015 VP103
- (715455) 2015 VB108
- (715456) 2015 VY108
- (715457) 2015 VC110
- (715458) 2015 VK114
- (715459) 2015 VW116
- (715460) 2015 VQ117
- (715461) 2015 VG119
- (715462) 2015 VS119
- (715463) 2015 VF120
- (715464) 2015 VK120
- (715465) 2015 VO126
- (715466) 2015 VB127
- (715467) 2015 VR131
- (715468) 2015 VJ138
- (715469) 2015 VN138
- (715470) 2015 VQ138
- (715471) 2015 VV138
- (715472) 2015 VH139
- (715473) 2015 VW141
- (715474) 2015 VC144
- (715475) 2015 VG146
- (715476) 2015 VO151
- (715477) 2015 VH155
- (715478) 2015 VS155
- (715479) 2015 VC156
- (715480) 2015 VM156
- (715481) 2015 VJ157
- (715482) 2015 VQ157
- (715483) 2015 VP158
- (715484) 2015 VS158
- (715485) 2015 VV159
- (715486) 2015 VB161
- (715487) 2015 VC161
- (715488) 2015 VS163
- (715489) 2015 VY163
- (715490) 2015 VZ163
- (715491) 2015 VF174
- (715492) 2015 VC187
- (715493) 2015 VM189
- (715494) 2015 VP189
- (715495) 2015 VN191
- (715496) 2015 VR191
- (715497) 2015 VO195
- (715498) 2015 VV196
- (715499) 2015 VG199
- (715500) 2015 VR199
- (715501) 2015 VT204
- (715502) 2015 VO212
- (715503) 2015 VV212
- (715504) 2015 VA217
- (715505) 2015 WV
- (715506) 2015 WZ2
- (715507) 2015 WW4
- (715508) 2015 WY4
- (715509) 2015 WY5
- (715510) 2015 WJ7
- (715511) 2015 WS13
- (715512) 2015 WG15
- (715513) 2015 WX15
- (715514) 2015 WA18
- (715515) 2015 WP18
- (715516) 2015 WF19
- (715517) 2015 WL19
- (715518) 2015 WF20
- (715519) 2015 WP20
- (715520) 2015 WP21
- (715521) 2015 WZ21
- (715522) 2015 WM22
- (715523) 2015 WW29
- (715524) 2015 WA30
- (715525) 2015 WB32
- (715526) 2015 WF32
- (715527) 2015 WL32
- (715528) 2015 WM33
- (715529) 2015 WF36
- (715530) 2015 XH6
- (715531) 2015 XW7
- (715532) 2015 XD9
- (715533) 2015 XU9
- (715534) 2015 XL11
- (715535) 2015 XF12
- (715536) 2015 XB14
- (715537) 2015 XW14
- (715538) 2015 XD17
- (715539) 2015 XW17
- (715540) 2015 XZ17
- (715541) 2015 XN19
- (715542) Tafforin
- (715543) 2015 XE21
- (715544) 2015 XL25
- (715545) 2015 XQ25
- (715546) 2015 XJ30
- (715547) 2015 XG31
- (715548) 2015 XV31
- (715549) 2015 XG32
- (715550) 2015 XU36
- (715551) 2015 XY36
- (715552) 2015 XO37
- (715553) 2015 XN38
- (715554) 2015 XM39
- (715555) 2015 XB41
- (715556) 2015 XS43
- (715557) 2015 XE44
- (715558) 2015 XR44
- (715559) 2015 XZ44
- (715560) 2015 XE45
- (715561) 2015 XN45
- (715562) 2015 XP48
- (715563) 2015 XU48
- (715564) 2015 XR50
- (715565) 2015 XF51
- (715566) 2015 XF52
- (715567) 2015 XV56
- (715568) 2015 XC58
- (715569) 2015 XY58
- (715570) 2015 XS59
- (715571) 2015 XE60
- (715572) 2015 XB61
- (715573) 2015 XY61
- (715574) 2015 XA62
- (715575) 2015 XB69
- (715576) 2015 XU71
- (715577) 2015 XZ72
- (715578) 2015 XD74
- (715579) 2015 XQ74
- (715580) 2015 XC75
- (715581) 2015 XY76
- (715582) 2015 XZ76
- (715583) 2015 XD78
- (715584) 2015 XG78
- (715585) 2015 XH78
- (715586) 2015 XD80
- (715587) 2015 XF81
- (715588) 2015 XH83
- (715589) 2015 XZ84
- (715590) 2015 XB85
- (715591) 2015 XK86
- (715592) 2015 XN86
- (715593) 2015 XZ86
- (715594) 2015 XZ87
- (715595) 2015 XJ91
- (715596) 2015 XK91
- (715597) 2015 XZ92
- (715598) 2015 XS93
- (715599) 2015 XZ93
- (715600) 2015 XX95
- (715601) 2015 XP98
- (715602) 2015 XW98
- (715603) 2015 XC99
- (715604) 2015 XL100
- (715605) 2015 XC101
- (715606) 2015 XO101
- (715607) 2015 XP101
- (715608) 2015 XH102
- (715609) 2015 XO104
- (715610) 2015 XK107
- (715611) 2015 XQ107
- (715612) 2015 XH108
- (715613) 2015 XN108
- (715614) 2015 XS108
- (715615) 2015 XW108
- (715616) 2015 XJ109
- (715617) 2015 XX109
- (715618) 2015 XG110
- (715619) 2015 XL110
- (715620) 2015 XM111
- (715621) 2015 XV112
- (715622) 2015 XC113
- (715623) 2015 XD115
- (715624) 2015 XQ116
- (715625) 2015 XT116
- (715626) 2015 XO117
- (715627) 2015 XG121
- (715628) 2015 XB122
- (715629) 2015 XK123
- (715630) 2015 XX123
- (715631) 2015 XO126
- (715632) 2015 XW130
- (715633) 2015 XX134
- (715634) 2015 XK140
- (715635) 2015 XQ141
- (715636) 2015 XX141
- (715637) 2015 XG142
- (715638) 2015 XW142
- (715639) 2015 XJ143
- (715640) 2015 XB144
- (715641) 2015 XJ144
- (715642) 2015 XD145
- (715643) 2015 XE147
- (715644) 2015 XR150
- (715645) 2015 XR152
- (715646) 2015 XP153
- (715647) 2015 XX156
- (715648) 2015 XC157
- (715649) 2015 XO158
- (715650) 2015 XR158
- (715651) 2015 XE159
- (715652) 2015 XC162
- (715653) 2015 XF162
- (715654) 2015 XL162
- (715655) 2015 XW162
- (715656) 2015 XD165
- (715657) 2015 XH165
- (715658) 2015 XE166
- (715659) 2015 XE168
- (715660) 2015 XR168
- (715661) 2015 XC171
- (715662) 2015 XO173
- (715663) 2015 XU175
- (715664) 2015 XQ176
- (715665) 2015 XR176
- (715666) 2015 XC177
- (715667) 2015 XN178
- (715668) 2015 XE179
- (715669) 2015 XG179
- (715670) 2015 XF180
- (715671) 2015 XT180
- (715672) 2015 XO181
- (715673) 2015 XS181
- (715674) 2015 XC183
- (715675) 2015 XJ184
- (715676) 2015 XU184
- (715677) 2015 XK187
- (715678) 2015 XS189
- (715679) 2015 XA192
- (715680) 2015 XE192
- (715681) 2015 XP192
- (715682) 2015 XB193
- (715683) 2015 XW193
- (715684) 2015 XD195
- (715685) 2015 XW195
- (715686) 2015 XB200
- (715687) 2015 XE200
- (715688) 2015 XY202
- (715689) 2015 XY204
- (715690) 2015 XP206
- (715691) 2015 XP207
- (715692) 2015 XB209
- (715693) 2015 XT212
- (715694) 2015 XH213
- (715695) 2015 XX213
- (715696) 2015 XL215
- (715697) 2015 XM217
- (715698) 2015 XY217
- (715699) 2015 XY221
- (715700) 2015 XV222
- (715701) 2015 XK223
- (715702) 2015 XZ223
- (715703) 2015 XW225
- (715704) 2015 XZ225
- (715705) 2015 XN226
- (715706) 2015 XJ227
- (715707) 2015 XK227
- (715708) 2015 XY227
- (715709) 2015 XN228
- (715710) 2015 XL230
- (715711) 2015 XT230
- (715712) 2015 XD232
- (715713) 2015 XQ238
- (715714) 2015 XL240
- (715715) 2015 XA242
- (715716) 2015 XR242
- (715717) 2015 XK243
- (715718) 2015 XY244
- (715719) 2015 XM245
- (715720) 2015 XZ245
- (715721) 2015 XH246
- (715722) 2015 XD247
- (715723) 2015 XG247
- (715724) 2015 XH247
- (715725) 2015 XQ249
- (715726) 2015 XM250
- (715727) 2015 XP251
- (715728) 2015 XE252
- (715729) 2015 XK253
- (715730) 2015 XA255
- (715731) 2015 XJ256
- (715732) 2015 XF257
- (715733) 2015 XP258
- (715734) 2015 XP263
- (715735) 2015 XK265
- (715736) 2015 XN265
- (715737) 2015 XA267
- (715738) 2015 XK269
- (715739) 2015 XM270
- (715740) 2015 XZ273
- (715741) 2015 XF274
- (715742) 2015 XK274
- (715743) 2015 XQ274
- (715744) 2015 XK276
- (715745) 2015 XQ277
- (715746) 2015 XB281
- (715747) 2015 XR281
- (715748) 2015 XF282
- (715749) 2015 XK284
- (715750) 2015 XC285
- (715751) 2015 XB288
- (715752) 2015 XD290
- (715753) 2015 XF291
- (715754) 2015 XM292
- (715755) 2015 XX292
- (715756) 2015 XZ293
- (715757) 2015 XO294
- (715758) 2015 XB295
- (715759) 2015 XV296
- (715760) 2015 XB298
- (715761) 2015 XQ299
- (715762) 2015 XM302
- (715763) 2015 XN302
- (715764) 2015 XZ303
- (715765) 2015 XJ308
- (715766) 2015 XB310
- (715767) 2015 XS310
- (715768) 2015 XA312
- (715769) 2015 XK312
- (715770) 2015 XU313
- (715771) 2015 XB316
- (715772) 2015 XE321
- (715773) 2015 XV322
- (715774) 2015 XS323
- (715775) 2015 XA324
- (715776) 2015 XY324
- (715777) 2015 XG325
- (715778) 2015 XK326
- (715779) 2015 XV326
- (715780) 2015 XV327
- (715781) 2015 XZ328
- (715782) 2015 XY329
- (715783) 2015 XQ330
- (715784) 2015 XB331
- (715785) 2015 XC334
- (715786) 2015 XK334
- (715787) 2015 XE335
- (715788) 2015 XW336
- (715789) 2015 XM337
- (715790) 2015 XT338
- (715791) 2015 XX338
- (715792) 2015 XU342
- (715793) 2015 XG343
- (715794) 2015 XJ343
- (715795) 2015 XP345
- (715796) 2015 XX345
- (715797) 2015 XY347
- (715798) 2015 XB349
- (715799) 2015 XG349
- (715800) 2015 XQ349
- (715801) 2015 XN350
- (715802) 2015 XV352
- (715803) 2015 XD355
- (715804) 2015 XS355
- (715805) 2015 XY355
- (715806) 2015 XF357
- (715807) 2015 XB359
- (715808) 2015 XJ359
- (715809) 2015 XW359
- (715810) 2015 XG362
- (715811) 2015 XC363
- (715812) 2015 XF364
- (715813) 2015 XR364
- (715814) 2015 XF365
- (715815) 2015 XM366
- (715816) 2015 XU367
- (715817) 2015 XY368
- (715818) 2015 XB372
- (715819) 2015 XQ372
- (715820) 2015 XD375
- (715821) 2015 XV375
- (715822) 2015 XJ380
- (715823) 2015 XL381
- (715824) 2015 XF382
- (715825) 2015 XB386
- (715826) 2015 XJ386
- (715827) 2015 XC393
- (715828) 2015 XD394
- (715829) 2015 XJ395
- (715830) 2015 XK395
- (715831) 2015 XW395
- (715832) 2015 XL397
- (715833) 2015 XN397
- (715834) 2015 XL399
- (715835) 2015 XP399
- (715836) 2015 XR399
- (715837) 2015 XY399
- (715838) 2015 XZ399
- (715839) 2015 XT400
- (715840) 2015 XX400
- (715841) 2015 XE401
- (715842) 2015 XG401
- (715843) 2015 XJ401
- (715844) 2015 XL401
- (715845) 2015 XX403
- (715846) 2015 XN404
- (715847) 2015 XP404
- (715848) 2015 XX404
- (715849) 2015 XO405
- (715850) 2015 XS405
- (715851) 2015 XF406
- (715852) 2015 XD407
- (715853) 2015 XP408
- (715854) 2015 XU410
- (715855) 2015 XV410
- (715856) 2015 XB411
- (715857) 2015 XD411
- (715858) 2015 XH411
- (715859) 2015 XU411
- (715860) 2015 XP414
- (715861) 2015 XD416
- (715862) 2015 XF416
- (715863) 2015 XG416
- (715864) 2015 XB417
- (715865) 2015 XF417
- (715866) 2015 XH418
- (715867) 2015 XJ418
- (715868) 2015 XW418
- (715869) 2015 XN420
- (715870) 2015 XO420
- (715871) 2015 XQ420
- (715872) 2015 XV421
- (715873) 2015 XA422
- (715874) 2015 XD423
- (715875) 2015 XW442
- (715876) 2015 XO443
- (715877) 2015 XX443
- (715878) 2015 XA445
- (715879) 2015 XU448
- (715880) 2015 XY449
- (715881) 2015 XC453
- (715882) 2015 XE453
- (715883) 2015 XR454
- (715884) 2015 XV454
- (715885) 2015 XS457
- (715886) 2015 XM462
- (715887) 2015 XE463
- (715888) 2015 XN463
- (715889) 2015 XB465
- (715890) 2015 XC469
- (715891) 2015 XQ469
- (715892) 2015 XG475
- (715893) 2015 XW477
- (715894) 2015 XE481
- (715895) 2015 XJ482
- (715896) 2015 XG486
- (715897) 2015 XW487
- (715898) 2015 XJ494
- (715899) 2015 XW505
- (715900) 2015 XJ509
- (715901) 2015 YS3
- (715902) 2015 YK4
- (715903) 2015 YA7
- (715904) 2015 YK8
- (715905) 2015 YA12
- (715906) 2015 YS16
- (715907) 2015 YC17
- (715908) 2015 YU18
- (715909) 2015 YB23
- (715910) 2015 YJ23
- (715911) 2015 YC24
- (715912) 2015 YR24
- (715913) 2015 YW24
- (715914) 2015 YG25
- (715915) 2015 YN25
- (715916) 2015 YW25
- (715917) 2015 YL26
- (715918) 2015 YQ27
- (715919) 2015 YP29
- (715920) 2015 YL34
- (715921) 2015 YY36
- (715922) 2015 YB37
- (715923) 2015 YX37
- (715924) 2016 AU
- (715925) 2016 AN4
- (715926) 2016 AC5
- (715927) 2016 AE5
- (715928) 2016 AN5
- (715929) 2016 AE7
- (715930) 2016 AG11
- (715931) 2016 AU11
- (715932) 2016 AR12
- (715933) 2016 AC15
- (715934) 2016 AH15
- (715935) 2016 AV16
- (715936) 2016 AB17
- (715937) 2016 AT17
- (715938) 2016 AU17
- (715939) 2016 AJ20
- (715940) 2016 AD22
- (715941) 2016 AE24
- (715942) 2016 AL25
- (715943) 2016 AV25
- (715944) 2016 AO27
- (715945) 2016 AQ27
- (715946) 2016 AS28
- (715947) 2016 AV28
- (715948) 2016 AK29
- (715949) 2016 AZ30
- (715950) 2016 AQ32
- (715951) 2016 AH33
- (715952) 2016 AC34
- (715953) 2016 AM34
- (715954) 2016 AM35
- (715955) 2016 AN35
- (715956) 2016 AZ36
- (715957) 2016 AT38
- (715958) 2016 AJ39
- (715959) 2016 AL39
- (715960) 2016 AS40
- (715961) 2016 AC41
- (715962) 2016 AR41
- (715963) 2016 AC42
- (715964) 2016 AW43
- (715965) 2016 AE45
- (715966) 2016 AX45
- (715967) 2016 AY45
- (715968) 2016 AB46
- (715969) 2016 AY46
- (715970) 2016 AW47
- (715971) 2016 AG49
- (715972) 2016 AN50
- (715973) 2016 AE52
- (715974) 2016 AF52
- (715975) 2016 AZ56
- (715976) 2016 AD57
- (715977) 2016 AF57
- (715978) 2016 AA60
- (715979) 2016 AF60
- (715980) 2016 AK61
- (715981) 2016 AF62
- (715982) 2016 AT64
- (715983) 2016 AW67
- (715984) 2016 AF70
- (715985) 2016 AQ70
- (715986) 2016 AR70
- (715987) 2016 AU70
- (715988) 2016 AQ71
- (715989) 2016 AX71
- (715990) 2016 AO72
- (715991) 2016 AQ72
- (715992) 2016 AF73
- (715993) 2016 AK76
- (715994) 2016 AV77
- (715995) 2016 AN78
- (715996) 2016 AZ78
- (715997) 2016 AA79
- (715998) 2016 AG79
- (715999) 2016 AA80
- (716000) 2016 AB80